# Acadian (Automarke)

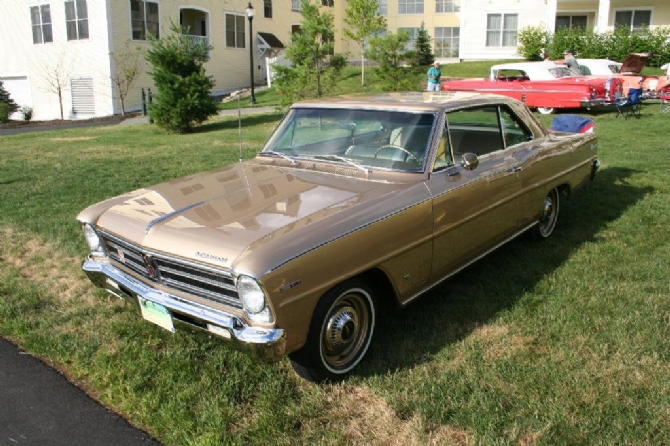
Acadian von 1966

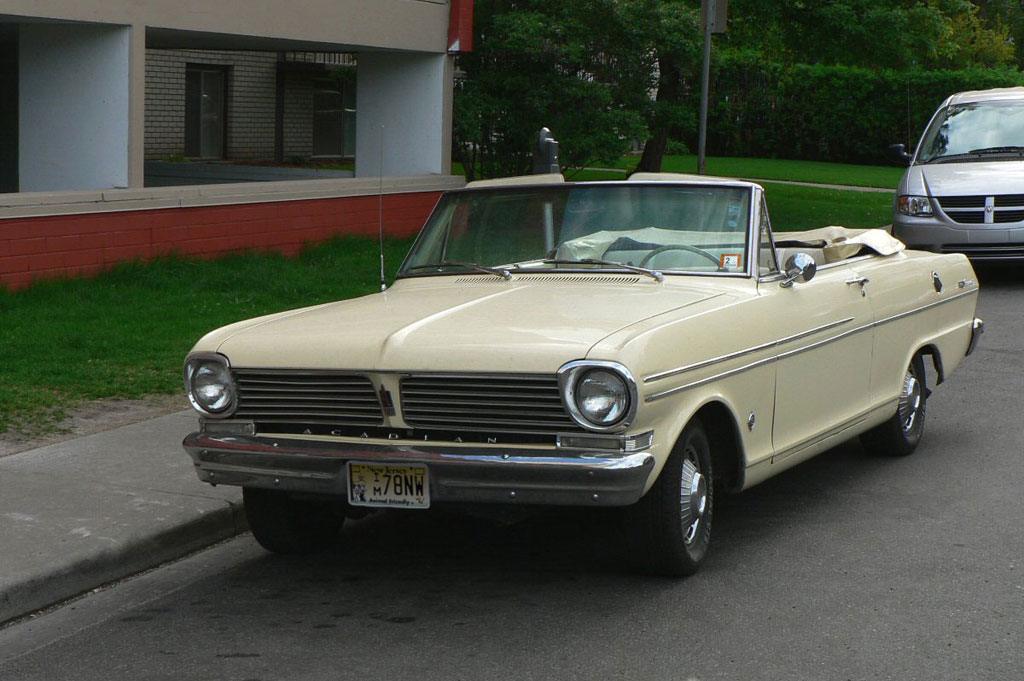
Acadian Beaumont Cabriolet von 1963

Acadian war eine kanadische Automarke, die von 1962 bis 1971 von General Motors of Canada in Oshawa vertrieben wurde.

## Beschreibung
Der Acadian wurde als Mittelklassewagen über die dortigen Pontiac- und Buick-Händler verkauft, da der Pontiac Tempest in Kanada nicht angeboten wurde. Eigentlich sollte der Acadian auf dem Chevrolet Corvair basieren, der im GM-Werk in Oshawa hergestellt wurde. Die Entscheidung fiel dann zugunsten der Plattform des Chevy II für das 1962 eingeführte Fahrzeug.
Anfangs waren die Acadian geringfügig veränderte Chevy II, die als Basismodell, als mittleres Modell Invader und als Spitzenmodell Beaumont angeboten wurden. Trotz einiger Stilelemente von Pontiac – wie der zweigeteilte Kühlergrill – gilt der Acadian als eigenständige Marke und nicht als Pontiac-Modell.
Wie den Chevy II in den USA gab es auch die Acadian mit Vier-, Sechszylinder- und V8-Motoren. Je nach Modell und Motor wurden manuelle Drei- oder Vierganggetriebe oder eine zweistufige Powerglide-Automatik angeboten.
1964 und 1965 wurde der Name Beaumont für eine überarbeitete Version des Mittelklassemodells Chevrolet Chevelle verwendet und das Spitzenmodell des Acadian in Canso umbenannt. Die Daten für den Acadian von 1966 waren:
- Motoren: Sechszylinder-Reihenmotor mit 3179 cm³ Hubraum, Verdichtung 8,5:1 und 88 kW (120 bhp) Leistung oder V8 mit 4638 cm³ Hubraum, Verdichtung 9,25:1 oder 11,0:1 und 143 kW (195 bhp) bzw. 162 kW (220 bhp) Leistung[1].
- Länge: 4648 mm, Breite: 1811 mm, Höhe: 1367 mm, Wendekreis: 11,7 m, Spur vorne: 1443 mm, Spur hinten: 1430 mm[1].
- Tankinhalt: 51,9 l[1].

Die Beaumont in den Modelljahren 1966 bis 1969 hatten weiterhin die Karosserie des Chevrolet Chevelle mit kleineren Designänderungen wie anderen Rückleuchten und geteiltem Kühlergrill nach Art von Pontiac. Da Beaumont eine eigene Marke wurde, führten sie allerdings nicht mehr den Namen Acadian. Im Innenraum war der Instrumententräger der US-amerikanischen Pontiac-Modelle Tempest/LeMans/GTO eingebaut. Alle Acadian und Beaumont hatten Motoren und Antriebsstränge von Chevrolet. Die Marke Beaumont entfiel 1969 und die kanadischen Händler hatten stattdessen den Pontiac LeMans im Programm.
Der Acadian hatte bis Mitte 1971 die Chevy II/Nova-Karosserie und wurde dann durch den Pontiac Ventura II abgelöst.
Von 1976 bis 1987 gab es den auf der Chevrolet Chevette basierenden Pontiac Acadian bei den kanadischen Pontiac- und Buick-Händlern.

## Andere Länder
Die Marke wurde mit in Arica gefertigten Fahrzeugen auch in Chile angeboten.
In den 1960er-Jahren gab es den Beaumont auch in Puerto Rico. Es gab dort neben dem Beaumont-Händler in San Juan auch eine Beaumont Cafeteria.